# Loren Cristian Jackson
Pour les articles homonymes, voir Jackson.
Loren Cristian Jackson, né le 15 décembre 1996 à Chicago, Illinois, est un joueur américain de basket-ball évoluant au poste de meneur pour le BCM Gravelines-Dunkerque en BetclicELITE et Coupe d'Europe FIBA.

## Biographie

### Carrière universitaire
Entre 2016 et 2017, il joue pour les 49ers de l'université d'État de Californie à Long Beach.
Entre 2018 et 2021, il joue pour les Zips à l'université d'Akron.

### Carrière professionnelle

#### Chorale Roanne Basket (2021-2022)
Le 25 juin 2021, il signe son premier contrat professionnel en première division française à la Chorale Roanne Basket.
Le 29 juillet 2021, lors de la draft 2021 de la NBA, automatiquement éligible, il n'est pas sélectionné.

## Statistiques

### Universitaires
Les statistiques de Loren Cristian Jackson en matchs universitaires sont les suivantes :
| Saison    | Équipe           | Matchs | Titul. | Min./m | % Tir | % 3pts | % LF | Rbds/m. | Pass/m. | Int/m. | Ctr/m. | Pts/m. |
| --------- | ---------------- | ------ | ------ | ------ | ----- | ------ | ---- | ------- | ------- | ------ | ------ | ------ |
| 2016-2017 | Long Beach State | 34     | 6      | 18,9   | 43,7  | 34,8   | 69,5 | 1,15    | 1,53    | 0,62   | 0,00   | 5,76   |
| 2017-2018 | N/A              | -      | -      | -      | -     | -      | -    | -       | -       | -      | -      | -      |
| 2018-2019 | Akron            | 33     | 33     | 31,6   | 34,5  | 30,0   | 80,5 | 2,82    | 3,06    | 0,91   | 0,15   | 13,94  |
| 2019-2020 | Akron            | 31     | 31     | 34,1   | 46,5  | 42,8   | 87,7 | 2,71    | 4,45    | 1,00   | 0,03   | 19,84  |
| 2020-2021 | Akron            | 23     | 23     | 35,2   | 40,5  | 33,1   | 88,1 | 3,13    | 6,13    | 1,00   | 0,04   | 22,26  |
| Carrière  | Carrière         | 121    | 93     | 29,3   | 40,9  | 35,4   | 83,6 | 2,38    | 3,57    | 0,87   | 0,06   | 14,74  |

### Professionnels
Les statistiques de Loren Cristian Jackson en matchs professionnels sont les suivantes:
| Saison    | Équipe                | Matchs | Titul. | Min./m | % Tir | % 3pts | % LF | Rbds/m. | Pass/m. | Int/m. | Ctr/m. | Pts/m. |
| --------- | --------------------- | ------ | ------ | ------ | ----- | ------ | ---- | ------- | ------- | ------ | ------ | ------ |
| 2021-2022 | Chorale Roanne Basket | 34     | 34     | 29     | 40,7  | 30,2   | 84,1 | 1,5     | 5,9     | 0,62   | 0,00   | 14,9   |

## Palmarès

### Distinctions personnelles
- Joueur de l'année de la Mid-American Conference (2020)
- First-team All-MAC (2020)
- All-star betclic elite (2022)